# Irensei
Irensei (en japonais 囲連星) est un jeu de stratégie abstrait sur plateau. Il est traditionnellement joué avec des pièces de go (des pierres noires et blanches) sur un goban (19×19 intersections), mais n'importe quel équipement permettant de jouer au go est aussi adéquat pour l'Irensei.
Noir joue en premier et les joueurs alternent ensuite les tours en plaçant une pierre de leur couleur sur une intersection vide. Le gagnant est le premier joueur à obtenir une ligne continue de 7 pierres que ce soit horizontalement, verticalement ou diagonalement.
Avec cependant deux restrictions : (1) La ligne ne doit pas compter une ou plusieurs pierres situées sur les deux lignes les plus extérieures du plateau (c'est-à-dire les deux plus grands carrés) la ligne n'est pas valide, et (2) Noir ne gagne pas avec une ligne de huit pierres ou plus.
Toutefois, à l'instar du go, lorsqu'une chaîne de pierre est entourée pas l'ennemi et n'a plus de liberté, la chaîne est retirée du jeu. (La diagonale n'est pas prise en compte pour la capture mais elle l'est pour la victoire). De même qu'au go, les règles du Suicide et du Ko s'appliquent et sont souvent nécessaire pour gagner.
L'Irensei est donc un jeu mêlant des éléments du go et du Gomoku. de la même manière que l'atari-go, il peut être joué pour apprendre le go mais est aussi intéressant pour lui-même. 